# Varvara Lepchenko
Varvara Lepchenko (oroszul: Варвара Петровна Лепченко, Varvara Petrovna Lepcsenko) (Taskent, 1986. május 21. –) üzbég származású amerikai hivatásos teniszezőnő, olimpikon.
2001 óta tartó profi pályafutása során egyéniben 1 WTA 125K, valamint tizenhárom ITF-versenyt nyert meg egyéniben, egyet párosban. Egyéniben a legjobb Grand Slam-eredményét 2012-ben a Roland Garroson és a 2015-ös US Openen érte el, amelyeken a negyedik körig jutott. Párosban a 2013-as Australian Openen érte el a legjobb eredményét, ahol elődöntős volt. Az egyéni világranglistán a legjobb helyezése a tizenkilencedik volt, 2012 októberében, párosban a 40. helyig jutott 2013. június 17-én.
2001-ben költözött az Egyesült Államokba, 2007. szeptember 17. óta szerepel az ország színeiben, az állampolgárságot 2011. szeptember 24-én kapta meg.
2012-ben az amerikai válogatott tagjaként vett részt a londoni olimpián. 2013-ban tagja volt az Amerikai Egyesült Államok Fed-kupa-csapatának.
A 2021-es Hungarian Ladies Openen a doppingvizsgálat a tiltott szerek közé tartozó modafinilsav jelenlétét mutatta ki a szervezetében. Ezért 2022 márciusában az ITF 2025. augusztus 19-ig eltiltotta a versenyzéstől. 2023 februárjában eltiltását 21 hónapra csökkentették, és az év májusában újra játszani kezdett.

## WTA-döntői

### Egyéni
| Összesítés           |                        |
| Grand Slam-torna (0) |                        |
| Tier I (0)           | Premier Mandatory* (0) |
| Tier II (0)          | Premier Five* (0)      |
| Tier III (0)         | Premier* (0)           |
| Tier IV (0)          | International* (0)     |
| Tier V (0)           | Challenger* (0)        |

* 2009-től megváltozott a tornák rendszere.
 Az egymás mellett azonos színnel jelölt tornatípusok között nincs teljes mértékű megfelelés.

#### Elveszített döntői (1)
| No. | Dátum                | Helyszín                         | Borítás | Ellenfél a döntőben | Eredmény a döntőben | Eredmény a döntőben |
| 1.  | 2014. szeptember 21. | Kia Korea Open, Szöul, Dél-Korea | Kemény  | Karolína Plíšková   | 3–6, 7–6(5), 2–6    |                     |

## WTA 125K döntői

### Egyéni

#### Győzelmei (1)
| No. | Dátum              | Helyszín                                   | Borítás      | Ellenfél a döntőben | Eredmény a döntőben | Eredmény a döntőben |
| 1.  | 2021. augusztus 1. | LTP Charleston Pro Tennis, Charleston, USA | Salak (zöld) | Jamie Loeb          | 7–6(4), 4–6, 6–4    |                     |

## ITF-döntői

### Egyéni: 25 (13–12)
| $100,000 torna       |
| $75,000/80,000 torna |
| $50,000/60,000 torna |
| $25,000/35,000 torna |
| $10,000 torna        |

| Eredmény | No. | Dátum                | Torna                                         | Borítás | Ellenfél             | Eredmény            |
| -------- | --- | -------------------- | --------------------------------------------- | ------- | -------------------- | ------------------- |
| Döntős   | 1.  | 2002. július 29.     | Harrisonburg, Virginia, Egyesült Államok      | Kemény  | Vilmarie Castellvi   | 2–6 0–6             |
| Döntős   | 2.  | 2004. május 24.      | Houston, Texas, Egyesült Államok              | Kemény  | Cory-Ann Avants      | 1–6 4–6             |
| Döntős   | 3.  | 2004. június 7.      | Allentown, Pennsylvania, Egyesült Államok     | Kemény  | Diana Ospina         | 4–6 2–6             |
| Döntős   | 4.  | 2005. április 5.     | Tunica Resorts, Mississippi, Egyesült Államok | Kemény  | Gallovits-Hall Edina | 3–6 6–4 3–6         |
| Győztes  | 1.  | 2005. április 12.    | Jackson, Mississippi, Egyesült Államok        | Salak   | Ahsha Rolle          | 6–3 6–2             |
| Döntős   | 5.  | 2005. április 19.    | Dothan, Alabama, Egyesült Államok             | Salak   | Milagros Sequera     | 6–2 2–6 4–6         |
| Döntős   | 6.  | 2005. május 10.      | Charlottesville, Virginia, Egyesült Államok   | Salak   | Carly Gullickson     | 6–4 6–4             |
| Győztes  | 2.  | 2005. június 7.      | Allentown, Pennsylvania, Egyesült Államok     | Kemény  | Lindsay Lee-Waters   | 7–6 (3) 6–4         |
| Döntős   | 7.  | 2006. április 18.    | Dothan, Alabama, Egyesült Államok             | Salak   | Juliana Fedak        | 6–4 4–6 2–6         |
| Győztes  | 3.  | 2006. június 13.     | Allentown, Pennsylvania, Egyesült Államok     | Kemény  | Carly Gullickson     | 6–1 6–4             |
| Győztes  | 4.  | 2006. július 4.      | College Park, Maryland, Egyesült Államok      | Kemény  | Camille Pin          | 6–3 7–5             |
| Győztes  | 5.  | 2007. július 10.     | Boston, Egyesült Államok                      | Kemény  | Kelly Liggan         | 6–2 5–7 5–0 feladta |
| Döntős   | 8.  | 2007. szeptember 25. | Ashland, Kentucky, Egyesült Államok           | Kemény  | Czink Melinda        | 1–6 6–2 4–6         |
| Döntős   | 9.  | 2008. április 22.    | Dothan, Alabama, Egyesült Államok             | Salak   | Bethanie Mattek      | 2–6 6–7(3)          |
| Győztes  | 6.  | 2008. szeptember 23. | Ashland, Kentucky, Egyesült Államok           | Kemény  | Carly Gullickson     | 5–7 6–0 6–2         |
| Döntős   | 10. | 2008. október 7.     | Pittsburgh, Egyesült Államok                  | Kemény  | Czink Melinda        | 2–6 6–3 1–6         |
| Döntős   | 11. | 2009. június 30.     | Cuneo, Olaszország                            | Salak   | Polona Hercog        | 1–6 2–6             |
| Győztes  | 7.  | 2009. november 10.   | Phoenix, Arizona, Egyesült Államok            | Kemény  | Sacha Jones          | 6–0 6–0             |
| Győztes  | 8.  | 2010. szeptember 28. | Las Vegas, Nevada, Egyesült Államok           | Kemény  | Sorana Cîrstea       | 6–2 6–2             |
| Győztes  | 9.  | 2010. november 2.    | Grapevine, Texas, Egyesült Államok            | Kemény  | Jamie Hampton        | 7–6 (1) 6–4         |
| Győztes  | 10. | 2010. november 9.    | Phoenix, Arizona, Egyesült Államok            | Kemény  | Melanie Oudin        | 6–3 7–6(5)          |
| Győztes  | 11. | 2011. október 4.     | Kansas City, Missouri , Egyesült Államok      | Kemény  | Romina Oprandi       | 6–4 6–1             |
| Döntős   | 12. | 2011. október 11.    | Troy, Alabama, Egyesült Államok               | Kemény  | Romina Oprandi       | 1–6 2–6             |
| Győztes  | 12. | 2018. október 28.    | Macon, Egyesült Államok                       | Kemény  | Verónica Cepede Royg | 6–4 6–4             |
| Győztes  | 13. | 2021. február        | Boca Raton, Egyesült Államok                  | Kemény  | Claire Liu           | 3–6 6–4 6–0         |
| Döntős   | 12. | 2024. július 7.      | Róma, Olaszország                             | Salak   | Nuria Brancaccio     | 6–7(6), 1–6         |

### Páros: 11 (1–10)
| Eredmény | No. | Dátum                | Torna                                             | Borítás | Partner              | Ellenfél                            | Eredmény    |
| -------- | --- | -------------------- | ------------------------------------------------- | ------- | -------------------- | ----------------------------------- | ----------- |
| Döntős   | 1.  | 2003. április 21.    | Dothan, Alabama, Egyesült Államok                 | Salak   | Julie Ditty          | Milagros Sequera Christina Wheeler  | 7–5 1–6 2–6 |
| Győztes  | 1.  | 2004. május 31.      | Hilton Head Island,Dél-Karolina, Egyesült Államok | Kemény  | Cory-Ann Avants      | Tanner Cochran Jaslyn Hewitt        | 6–2 3–6 6–3 |
| Döntős   | 2.  | 2004. június 7.      | Allentown, Pennsylvania, Egyesült Államok         | Kemény  | Cory-Ann Avants      | Angela Haynes Diana Ospina          | 0–6 2–6     |
| Döntős   | 3.  | 2005. április 5.     | Tunica Resorts, Mississippi, Egyesült Államok     | Salak   | Gallovits-Hall Edina | Taccjana Pucsak Anastasia Rodionova | 2–6 4–6     |
| Döntős   | 4.  | 2006. április 18.    | Dothan, Alabama, Egyesült Államok                 | Salak   | Gallovits-Hall Edina | Monique Adamczak Soledad Esperón    | 4–6 6–3 4–6 |
| Döntős   | 5.  | 2006. július 25.     | Lexington, Kentucky, Egyesült Államok             | Kemény  | Akgul Amanmuradova   | Chan Chin-wei Abigail Spears        | 1–6 1–6     |
| Döntős   | 6.  | 2006. július 31.     | Washington, D.C., Egyesült Államok                | Kemény  | Akgul Amanmuradova   | Chan Chin-wei Tetyjana Luzsanszka   | 2–6 6–1 0–6 |
| Döntős   | 7.  | 2007. szeptember 18. | Albuquerque, Új-Mexikó, Egyesült Államok          | Kemény  | Līga Dekmeijere      | Czink Melinda Angela Haynes         | 5–7 4–6     |
| Döntős   | 8.  | 2008. július 1.      | Boston, Egyesült Államok                          | Kemény  | Yulia Fedossova      | Chan Chin-wei Natalie Grandin       | 4–6 3–6     |
| Döntős   | 9.  | 2011. szeptember 27. | Las Vegas, Nevada, Egyesült Államok               | Kemény  | Melanie Oudin        | Alexa Glatch Mashona Washington     | 4–6 2–6     |
| Döntős   | 10. | 2011. október 11.    | Troy, Alabama, Egyesült Államok                   | Kemény  | Mashona Washington   | Jelena Bovina Valerija Szavinih     | 6–7(6) 3–6  |

## Eredményei Grand Slam-tornákon

### Egyéni
| Grand Slam | Australian Open | Australian Open      | Roland Garros  | Roland Garros    | Wimbledon      | Wimbledon          | US Open        | US Open          |
| Év         | Eredmény        | Utolsó ellenfél      | Eredmény       | Utolsó ellenfél  | Eredmény       | Utolsó ellenfél    | Eredmény       | Utolsó ellenfél  |
| 2005       | –               | –                    | –              | –                | –              | –                  | Selejtező (1)  | Selejtező (1)    |
| 2006       | Selejtező (2)   | Selejtező (2)        | –              | –                | –              | –                  | 2. kör         | M. Bartoli       |
| 2007       | 1. kör          | A. Radwańska         | 1. kör         | A. M. Garrigues  | 1. kör         | S. Bammer          | Selejtező (2)  | Selejtező (2)    |
| 2008       | –               | –                    | Selejtező (1)  | Selejtező (1)    | Selejtező (1)  | Selejtező (1)      | Selejtező (2)  | Selejtező (2)    |
| 2009       | Selejtező (3)   | Selejtező (3)        | 1. kör         | A. Kudrjavceva   | Selejtező (2)  | Selejtező (2)      | 1. kör         | C. S. Navarro    |
| 2010       | 1. kör          | A. Brianti           | 2. kör         | D. Cibulková     | 2. kör         | A. Bondarenko      | Selejtező (2)  | Selejtező (2)    |
| 2011       | 1. kör          | C. Garcia            | 2. kör         | B. Mattek-Sands  | 1. kör         | Y. Wickmayer       | 1. kör         | Peng Suaj        |
| 2012       | 1. kör          | D. Hantuchová        | 4. kör         | P. Kvitová       | 3. kör         | P. Kvitová         | 3. kör         | S. Stosur        |
| 2013       | 2. kör          | J. Vesznyina         | 3. kör         | A. Kerber        | 1. kör         | E. Birnerová       | 1. kör         | A. Dulgheru      |
| 2014       | 2. kör          | Simona Halep         | 2. kör         | Angelique Kerber | 2. kör         | Caroline Garcia    | 3. kör         | Serena Williams  |
| 2015       | 3. kör          | A Radwańska          | 1. kör         | Madison Keys     | 1. kör         | G Muguruza         | 4. kör         | V Azaranka       |
| 2016       | 3. kör          | Csang Suaj           | 1. kör         | J Makarova       | 2. kör         | Angelique Kerber   | 3. kör         | Ana Konjuh       |
| 2017       | 2. kör          | Tuan Jing-jing       | 2. kör         | Jelena Vesznyina | 2. kör         | Polona Hercog      | 1. kör         | Garbiñe Muguruza |
| 2018       | 1. kör          | Anastasija Sevastova | 1. kör         | Elise Mertens    | 1. kör         | Caroline Wozniacki | Selejtező (Q2) | Selejtező (Q2)   |
| 2019       | 1. kör          | N Vihljanceva        | 1. kör         | Csang Suaj       | Selejtező (Q2) | Selejtező (Q2)     | 1. kör         | Peng Suaj        |
| 2020       | Selejtező (Q2)  | Selejtező (Q2)       | 1. kör         | Barbora Strýcová | elmaradt       | elmaradt           | –              | –                |
| 2021       | Selejtező (Q3)  | Selejtező (Q3)       | 2. kör         | Karolína Muchová | Selejtező (Q3) | Selejtező (Q3)     | –              | –                |
| 2022       | –               | –                    | –              | –                | –              | –                  | –              | –                |
| 2023       | –               | –                    | –              | –                | –              | –                  | –              | –                |
| 2024       | –               | –                    | –              | –                | Selejtező (Q2) | Selejtező (Q2)     | 2. kör         | A Potapova       |
| 2025       | Selejtező (Q3)  | Selejtező (Q3)       | Selejtező (Q3) | Selejtező (Q3)   | Selejtező (Q1) | Selejtező (Q1)     |                |                  |

### Páros
| Grand Slam | Australian Open            | Australian Open                     | Roland Garros               | Roland Garros                 | Wimbledon               | Wimbledon                         | US Open                | US Open                                |
| Év         | Eredmény Partner           | Utolsó ellenfél                     | Eredmény Partner            | Utolsó ellenfél               | Eredmény Partner        | Utolsó ellenfél                   | Eredmény Partner       | Utolsó ellenfél                        |
| 2007       | 1. kör Olga Pucskova       | Nathalie Dechy Vera Zvonarjova      | –                           | –                             | –                       | –                                 | –                      | –                                      |
| 2008       | –                          | –                                   | –                           | –                             | –                       | –                                 | –                      | –                                      |
| 2009       | –                          | –                                   | –                           | –                             | –                       | –                                 | –                      | –                                      |
| 2010       | –                          | –                                   | –                           | –                             | –                       | –                                 | –                      | –                                      |
| 2011       | 1. kör B Jovanovski        | Date Kimiko Csang Suaj              | 1. kör B Jovanovski         | L Domínguez Lino L Pous Tió   | 1. kör Simona Halep     | Vania King J Svedova              | 1. kör B Jovanovski    | Andrea Hlaváčková Lucie Hradecká       |
| 2012       | –                          | –                                   | 1. kör Mona Barthel         | Peng Suaj Cseng Csie          | 2. kör Līga Dekmeijere  | R Kops-Jones Abigail Spears       | 1. kör Cseng Szaj-szaj | Sara Errani Roberta Vinci              |
| 2013       | Elődöntő Cseng Szaj-szaj   | Ashleigh Barty Casey Dellacqua      | Negyeddöntő Cseng Szaj-szaj | Sara Errani Roberta Vinci     | 2. kör Cseng Szaj-szaj  | Nagyja Petrova Katarina Srebotnik | 2. kör Cseng Szaj-szaj | Cara Black Marina Eraković             |
| 2014       | 2. kör Raluca Olaru        | Csan Hao-csing Liezel Huber         | 1. kör Babos Tímea          | Sara Errani Roberta Vinci     | 1. kör Cseng Szaj-szaj  | Andrea Hlaváčková Cseng Csie      | 2. kör Cseng Szaj-szaj | Květa Peschke K Srebotnik              |
| 2015       | 1. kör Ana Tatisvili       | Garbiñe Muguruza C Suárez Navarro   | 2. kör Cseng Szaj-szaj      | B Mattek-Sands Lucie Šafářová | 1. kör Christina McHale | L Arruabarrena I-C Begu           | 1. kör Alison Riske    | Andrea Hlaváčková Lucie Hradecká       |
| 2016       | 2. kör Irina Falconi       | A Medina Garrigues A Parra Santonja | 1. kör Han Hszin-jün        | Hszü Ji-fan Cseng Szaj-szaj   | 1. kör L Kicsenok       | Christina McHale Jeļena Ostapenko | 1. kör Doi Miszaki     | Asia Muhammad Taylor Townsend          |
| 2017       | –                          | –                                   | 1. kör J Rogyina            | Tuan jing-jing Peng Suaj      | 1. kör Carina Witthöft  | J Makarova J Vesznyina            | 1. kör Madison Brengle | L Arruabarrena Vecino A Parra Santonja |
| 2018       | 2. kör Okszana Kalasnikova | Latisha Chan A Sestini Hlaváčková   | –                           | –                             | –                       | –                                 | 1. kör Bernarda Pera   | Caroline Dolehide Christina McHale     |

## Év végi világranglista-helyezései
| Év     | 2002 | 2003 | 2004 | 2005 | 2006 | 2007 | 2008 | 2009 | 2010 | 2011 | 2012 | 2013 | 2014 | 2015 | 2016 | 2017 | 2018 | 2019  | 2020 | 2021 | 2022 | 2023 |
| Egyéni | 606. | 517. | 230. | 131. | 93.  | 141. | 125. | 114. | 79.  | 110. | 21.  | 53.  | 36.  | 46.  | 87.  | 62.  | 129. | 170.  | 181. | 125. | –    | 318. |
| Páros  | 931. | 275. | 412. | 377. | 149. | 196. | 227. | 426. | 829. | 418. | 161. | 43.  | 151. | 322. | 333. | 296. | 403. | 1410. | 823. | 788. | –    | 949. |